# Adenomera
Genre
Adenomera est un genre d'amphibiens de la famille des Leptodactylidae. 

## Répartition
Les 18 espèces de ce genre se rencontrent dans l'est des Andes en Amérique du Sud.

## Liste des espèces
Selon Amphibian Species of the World (10 juin 2017) :
- Adenomera ajurauna (Berneck, Costa, & Garcia, 2008)
- Adenomera andreae (Müller, 1923)
- Adenomera araucaria Kwet & Angulo, 2002
- Adenomera bokermanni (Heyer, 1973)
- Adenomera coca (Angulo & Reichle, 2008)
- Adenomera cotuba Carvalho & Giaretta, 2013
- Adenomera diptyx (Boettger, 1885)
- Adenomera engelsi Kwet, Steiner, & Zillikens, 2009
- Adenomera heyeri Boistel, Massary, & Angulo, 2006
- Adenomera hylaedactyla (Cope, 1868)
- Adenomera juikitam Carvalho & Giaretta, 2013
- Adenomera lutzi Heyer, 1975
- Adenomera marmorata Steindachner, 1867
- Adenomera martinezi (Bokermann, 1956)
- Adenomera nana (Müller, 1922)
- Adenomera saci Carvalho & Giaretta, 2013
- Adenomera simonstuarti (Angulo & Icochea, 2010)
- Adenomera thomei (Almeida & Angulo, 2006)

## Publication originale
- Steindachner, 1867 : Reise der österreichischen Fregatte Novara um die Erde in den Jahren 1857, 1858, 1859 unter den Befehlen des Commodore B. von Wüllerstorf-Urbair (1861) - Zoologischer Theil - Erste Band - Amphibien p. 1-70 (texte intégral).